# Distrito de Pampas Chico
El distrito de Pampas Chico es uno de los diez que conforman la provincia de Recuay, ubicada en el Departamento de Ancash, en el Perú. 

## Historia
El distrito de Pampas Chico fue creado como integrante de la Provincia de Huarás, mediante Ley N° 9422 del 31 de octubre de 1941, en el primer gobierno del Presidente Manuel Prado Ugarteche.

## División administrativa

### Centros poblados
1. Mayorarca
2. Huambo

### Anexos y caseríos
1. Colquimarca
2. Jacar
3. Conococha

### Comunidades campesinas
1. San Francisco de Asís, de Huambo
2. San Andrés de Pampas Chico

## Autoridades

### Municipales
- 2011-2014[2]
  - Alcalde: Juan Teodocio Ibarra Padilla, del Movimiento independiente regional Río Santa Caudaloso (MIRRSC).
  - Regidores: Leonides Oportuno Capcha Padilla (MIRRSC), Thalia Rocío Jesús Cacha (MIRRSC), Lusmila Umbelina Genebrozo Ayala (MIRRSC), Hipólito Fernando Tiburcio Santa (MIRRSC), Johanes Rogelio Gamarra Ramírez (Fuerza 2011).
- 2007-2010
  - Alcalde: Gilber Rivera Genebrozo.

## Festividades
- Enero: San Idelfonso.
- Septiembre 30: Aniversario de Creación de la Provincia de Recuay.

## Turismo
- Bosque de piedras de Hatun Machay